# Jacob Gade
Jacob Thune Hansen Gade (Vejle, 29 novembre 1879 – Thorøhouse, 20 febbraio 1963) è stato un violinista e compositore danese.
Egli fu un compositore prevalentemente di musiche popolari per orchestra.

## Biografia
Oggi è ricordato per una famosa canzone, Tango Tzigane Jalousie, nota anche come Tango Jalousie o semplicemente Jalousie, diffusa per la prima volta il 14 settembre 1925.  Il tango fu scritto per accompagnare un film muto: allora Gade era il direttore dell'orchestra del Palads Cinema ed il suo tango ebbe subito un successo internazionale; poi, con il cinema sonoro, fu riprodotta in un centinaio di film. I diritti incassati permisero a Gade di dedicarsi a tempo pieno alla composizione musicale per il resto della sua vita. Quelli incassati dopo la sua morte vanno a favore di una fondazione per giovani musicisti.
Per questa musica sono state scritte parole in numerose lingue. Tra le molte versioni del Tango Jalousie  c'è una trascrizione per chitarra spagnola elaborata da Kaare Norge, pubblicata nel suo album del 1996 Movements.

## Utilizzo della musica
L'elenco che segue indica alcuni film nella cui colonna sonora compare Tango Jalousie (o Jealousy, o Jealousie)
- The Man Who Cried - L'uomo che pianse (The Man Who Cried) (2000), di Sally Potter
- Pepi, Luci, Bom e le altre ragazze del mucchio (Pepi, Luci, Bom y otras chicas del montón) (1980), di Pedro Almodóvar
- Brusten Himmel (film svedese) (1982)
- Assassinio sul Nilo (Death on the Nile) (1978), di John Guillermin
- L'ultima follia di Mel Brooks  (Silent Movie) (1976), di Mel Brooks
- Femmine bionde (Painting the Clouds with Sunshine) (1951), di David Butler
- Due marinai e una ragazza[5] (Anchors Aweigh) (1954), di George Sidney
- Don X, figlio di Zorro (Don Q Son of Zorro) (1925), di Donald Crisp